# Maixe
Maixe és un municipi francès situat al departament de Meurthe i Mosel·la i a la regió del Gran Est. L'any 2007 tenia 410 habitants.

## Demografia

### Població
El 2007 la població de fet de Maixe era de 410 persones. Hi havia 160 famílies, de les quals 43 eren unipersonals (27 homes vivint sols i 16 dones vivint soles), 47 parelles sense fills, 58 parelles amb fills i 12 famílies monoparentals amb fills.
La població ha evolucionat segons el següent gràfic:
Habitants censats

### Habitatges
El 2007 hi havia 177 habitatges, 167 eren l'habitatge principal de la família, 2 eren segones residències i 8 estaven desocupats. 155 eren cases i 21 eren apartaments. Dels 167 habitatges principals, 135 estaven ocupats pels seus propietaris, 30 estaven llogats i ocupats pels llogaters i 2 estaven cedits a títol gratuït; 4 tenien dues cambres, 8 en tenien tres, 44 en tenien quatre i 112 en tenien cinc o més. 145 habitatges disposaven pel capbaix d'una plaça de pàrquing. A 68 habitatges hi havia un automòbil i a 84 n'hi havia dos o més.

### Piràmide de població
La piràmide de població per edats i sexe el 2009 era:
| Homes | Edats   | Dones |
| ----- | ------- | ----- |
| 0     | 95 o +  | 0     |
| 0     | 90 a 94 | 0     |
| 0     | 85 a 89 | 0     |
| 0     | 80 a 84 | 0     |
| 8     | 75 a 79 | 4     |
| 4     | 70 a 74 | 12    |
| 16    | 65 a 69 | 8     |
| 0     | 60 a 64 | 12    |
| 8     | 55 a 59 | 8     |
| 16    | 50 a 54 | 16    |
| 20    | 45 a 49 | 4     |
| 20    | 40 a 44 | 24    |
| 20    | 35 a 39 | 12    |
| 8     | 30 a 34 | 20    |
| 16    | 25 a 29 | 0     |
| 12    | 20 a 24 | 8     |
| 12    | 15 a 19 | 32    |
| 16    | 10 a 14 | 32    |
| 20    | 5 a 9   | 20    |
| 4     | 0 a 4   | 8     |

## Economia
El 2007 la població en edat de treballar era de 250 persones, 190 eren actives i 60 eren inactives. De les 190 persones actives 181 estaven ocupades (91 homes i 90 dones) i 9 estaven aturades (4 homes i 5 dones). De les 60 persones inactives 24 estaven jubilades, 21 estaven estudiant i 15 estaven classificades com a «altres inactius».

### Ingressos
El 2009 a Maixe hi havia 168 unitats fiscals que integraven 422 persones, la mediana anual d'ingressos fiscals per persona era de 18.517,5 €.

### Activitats econòmiques
Dels 8 establiments que hi havia el 2007, 2 eren d'empreses de fabricació d'altres productes industrials, 2 d'empreses de construcció, 1 d'una empresa de comerç i reparació d'automòbils, 1 d'una empresa d'informació i comunicació i 2 d'empreses de serveis.
Dels 3 establiments de servei als particulars que hi havia el 2009, 1 era un taller de reparació d'automòbils i de material agrícola, 1 paleta i 1 fusteria.
L'any 2000 a Maixe hi havia 9 explotacions agrícoles que ocupaven un total de 546 hectàrees.

## Equipaments sanitaris i escolars
El 2009 hi havia una escola maternal integrada dins d'un grup escolar amb les comunes properes formant una escola dispersa.

## Poblacions més properes
El següent diagrama mostra les poblacions més properes.